# خایبولینو
خایبولینو (انگلیسی: Khaybullino) یک شهرک در شهرستان بلورتسکی باشقیرستان کشور روسیه است.